# Benelux' Next Top Model, seizoen 1
Benelux' Next Top Model, seizoen 1 is de Nederlands/Vlaamse versie van de hitserie America's Next Top Model. Het programma is het vervolg op vier seizoenen Holland's Next Top Model (Nederland) en twee seizoenen Topmodel (Vlaanderen). In tegenstelling tot wat de naam suggereert doen er geen kandidaten uit Luxemburg mee, noch wordt het programma daar uitgezonden.
In het eerste seizoen waren er 13 deelnemers. De internationale bestemming was Miami. De prijs voor dit seizoen was een driejarig contact bij Modelmasters: The Agency ter waarde van €75.000,-, een printcampagne van Max Factor en een fotoreportage van 8 pagina's in het glamourblad Beau Monde. Later kwam er ook nog bij dat de fotoshoot uit aflevering 6 voor Venus Embrace daadwerkelijk zou worden gebruikt als campagnefoto.
De uiteindelijke winnaar was de 22-jarige Rosalinde Kikstra uit Rotterdam, Nederland.

## Jury en coaches
De jury bestond uit Daphne Deckers Geert de Wolf, Bastiaan van Schaik en Ghislaine Nuytten.